# Kim Gaucher
Pour les articles homonymes, voir Smith, Gaucher (homonymie) et Kimberley Smith.
Kimberley « Kim » Smith, devenue Kim Gaucher née le 7 mai 1984 à Surrey, en Colombie-Britannique, au Canada, est une joueuse canadienne de basket-ball. Elle évolue au poste d'ailière.

## Biographie
Internationale canadienne, elle signe en France à Tarbes en novembre 2012 comme pigiste médical de Lauren Ervin. Elle quitte le club fin décembre pour soigner une blessure après 7 rencontres de LFB pour 12,7 points et 6,9 rebonds pour 15,1 d’évaluation.
Elle annonce en avril 2015 sa signature pour l'USO Mondeville.
Après deux saisons réussies à Mondeville (12,5 points, 7,1 rebonds, 2,8 passes décisives pour 16,5 d'évaluation. en 2016-2017), elle s'engage pour trois saisons supplémentaires en Normandie, mais manque le début de saison 2018 à cause d'une fracture de fatigue.
Après avoir donné naissance à son enfant et disputé les Jeux olympiques à Tokyo, elle signe en décembre 2021 au club LFB de Charnay, alors dernier du classement, pour remplacer Lexie Brown.

## Équipe nationale
Le Canada dispute et remporte les Jeux panaméricains de 2015 organisés à Toronto avec 5 victoires pour aucun revers, puis remporte également l'or au Championnat des Amériques en août 2015 en disposant de Cuba en finale, ce qui qualifie directement l'équipe pour les Jeux olympiques de Rio, alors que Kim Smith déçue par la 8e place de 2012 avait annoncé son retrait de la sélection avant de se raviser. Lors du premier match en compétition officielle à Rio, elle honore sa 200e sélection avec 3 points, 10 rebonds et 7 passes décisives. Déçue de l'élimination en quart de finale olympique par la France à Rio, elle rempile pour le Mondial 2018. Son entraîneuse Lisa Thomadis dit d'elle ; « Personne n'a un QI basket-ball comme Kim. Elle est comme une autre coach sur le terrain. »

## Palmarès
- 3e du Championnat des Amériques de basket-ball féminin 2003, 2005, 2009, 2011
- 1re du championnat des Amériques 2015[10]
- 1re des Jeux panaméricains de 2015[9]